# Гертрудув
Гертрудув (пол. Gertrudów) — село в Польщі, у гміні Гомуніце Радомщанського повіту Лодзинського воєводства.
Населення — 137 осіб (2011).
У 1975-1998 роках село належало до Пйотрковського воєводства.

## Демографія
Демографічна структура станом на 31 березня 2011 року:
|          | Загалом | Допрацездатний вік | Працездатний вік | Постпрацездатний вік |
| -------- | ------- | ------------------ | ---------------- | -------------------- |
| Чоловіки | 63      | 11                 | 37               | 15                   |
| Жінки    | 74      | 15                 | 32               | 27                   |
| Разом    | 137     | 26                 | 69               | 42                   |